# Huracà Allen
Huracà Allen va ser l'huracà més fort de la temporada d'huracans a l'Atlàntic del 1980. Fou un dels huracans més forts mai registrats, un dels pocs huracans que assolí la Categoria 5 en l'escala Saffir-Simpson en tres ocasions separades i durà més temps que cap altre huracà de l'Atlàntic de Categoria 5. Allen és un dels dos huracans registrats, formats a l'Atlàntic, que aconseguiren vents sostinguts de 305 km/h (190 mph), l'altre va ser l'huracà Camille l'any 1969.